# گمینا پودگروجه
گمینا پودگروجه (به لهستانی:  Gmina Podegrodzie) یک گمینا در لهستان است که در شهرستان نوو سانچ واقع شده‌است. گمینا پودگروجه ۶۳٫۷۴ کیلومتر مربع مساحت و ۱۱٬۶۰۷ نفر جمعیت دارد.